# لورن بوبرت
لورن بوبرت (انگلیسی: Lauren Boebert; BOH-bərt؛ زادهٔ ۱۵ دسامبر ۱۹۸۶) سیاست‌مدار، بیزنسوومن و فعال حقوق اسلحه آمریکایی است که حوزه انتخابیه سوم کلرادو  را در مجلس نمایندگان ایالات متحده آمریکا نمایندگی می‌کند.
بوبرت مالک رستوران شوترز گریل در ریفل، کلرادو است که کارکنان آن تشویق می‌شوند به‌طور علنی سلاح گرم حمل کنند. او به عنوان یک جمهوری‌خواه برای حوزه انتخابیه سوم کلرادو  در انتخابات سال ۲۰۲۰ رقابت کرد و نماینده مستقر جمهوریخواه اسکات تیپتون را در انتخابات مقدماتی شکست داد. بوبرت نامزد دمکرات داین میچ بوش نماینده سابق مجلس ایالتی را در انتخابات سراسری شکست داد.